# Metereca longipes
Metereca longipes is een hooiwagen uit de familie Assamiidae.